# Ana Ripoll Aracil
Ana Ripoll Aracil   (Alcoi, 1952) és una catedràtica i exrectora de la Universitat Autònoma de Barcelona. Llicenciada en Ciències Físiques a la Universitat Complutense de Madrid el 1975 on va ser professora ajudant del 1976 fins al 1978. El 1978 es va incorporar com professora adjunta al departament de d'informàtica de la Universitat Autònoma de Barcelona, on es va doctorar el 1980.
Des de l'any 1992 és catedràtica d'Arquitectura i Tecnologia de Computadors a l'Escola d'Enginyeria de la mateixa universitat. Va ser vice-rectora de Professorat durant el segon mandat del rector Lluís Ferrer (2005-2008) i la primera rectora de la Universitat Autònoma de Barcelona durant un mandat (2009-2012). Ha treballat en diferents àrees d'investigació i docència dins de l'Arquitectura de Computadors i el Processament Paral·lel. Ha publicat més de cent articles en revistes especialitzades i conferències internacionals de reconegut prestigi, a més de ser membre de diversos comitès i institucions nacionals i internacionals.
Va ser una de les impulsores per la creació de l'associació Bioinformatics Barcelona (BIB) i va ser la seva primera presidenta el 2015. Ha fet recerca en els camps del processament paral·lel, balanceig dinàmic de càrrega, models de predicció de rendiment i sistemes distribuïts per aplicacions de vídeo sota demanda.

## Premis i reconeixements
- El 2016 va rebre l'Ordre Civil d'Alfons X el Savi.[4]
- El 2017 va rebre el premi Salvà i Campillo per "haver impulsat la interacció entre les disciplines de les ciències de la vida i les ciències de la computació creant Bioinformatics Barcelona (BIB), amb més de 50 entitats membres"[5]